# Mick Harris
Michael John Harris, mais conhecido como Mick Harris é um músico britânico. Ele foi o segundo baterista do Napalm Death, entrando na banda após a saída de Miles "The Rat" Ratledge, um dos membros fundadores. Ficou em 33° lugar na lista dos "50 melhores bateristas de hard rock e metal de todos os tempos" do site Loudwire.

## Napalm Death
Sua primeira apresentação com a banda foi em janeiro de 1986, abrindo o show da banda Amebix. Ele tocou no lado A do álbum Scum e foi o único integrante que também tocou no lado B. Ele continuou na banda após várias mudanças de formação e em 1991, após o fim da turnê do álbum Harmony Corruption ele acaba deixando a banda, na época, ele diz: "Eles querem deixar o som mais lento. Não querem as coisas mais rápidas!" .
Mick também tocou bateria na Doom e nos reis do crustcore, Extreme Noise Terror enquanto ainda estava no Napalm Death. Detalhe, o Doom era menos parecido com Discharge e tinha mais de Celtic Frost/Crossover (isto foi antes de a banda assinar com o selo Peaceville Records). Enquanto estava no Napalm Death, Harris tinha um projeto paralelo com o guitarrista Mitch Harris (também da banda) chamado Defecation, que teve um álbum chamado Purity Dilution, lançado pela gravadora Nuclear Blast. Um segundo álbum chegou a ser composto, mas a Earache Records proibiu-os de lançar (desde que não fosse pela gravadora Nuclear Blast), então o álbum foi arquivado.

## ApósNapalm Death
Após deixar o Napalm Death, ele juntou-se ao vocalista/baixista original da banda Nic Bullen, e monta o Scorn, um projeto de música industrial. O Scorn lança vários álbuns e EP e tem bastante sucesso. Devido a problemas pessoais, Nic acaba deixando a banda. Mas Harris continua levando o projeto a frente, até acabar em 1997. Apesar do fim da banda, Harris tinha vários projetos como o Lull e o Painkiller e também trabalhado de colaborador com músicos como James Plotkin, Justin Broadrick e Bill Laswell.
Recentemente, colocou o Scorn de volta a ativa e planeja lançar o álbum Scorn7 futuramente.[carece de fontes?] Harris, agora solo, continua lançando álbuns na linha do Scorn. Seus álbuns mais recentes são diferentes do Scorn original, soando mais pesado e orgânico do já que era. O músico voltou a tocar bateria em 2002 e gravou três faixas de grindcore sobre o nome Rhinocharge, que nunca chegou a ser lançado.
Mick está atualmente trabalhando novamente no projeto Scorn, no qual espera-se que lance um novo trabalho.[carece de fontes?]